# 1 + 1 + 1 + 1 + ⋯
In de wiskunde is 1 + 1 + 1 + 1 + ⋯, ook geschreven als {\displaystyle \sum _{n=1}^{\infty }n^{0}}, {\displaystyle \sum _{n=1}^{\infty }1^{n}}, of gewoon {\displaystyle \sum _{n=1}^{\infty }1} een divergente reeks, wat betekent dat haar rij van partiële sommen niet convergeert naar een limiet in de reële getallen. De rij 1n kan als een meetkundige reeks met ratio 1 worden gezien. In tegenstelling tot andere meetkundige reeksen met rationale ratio (behalve −1), convergeert deze reeks noch in reële getallen noch in p-adische getallen voor enige p. In de context van de uitgebreide reële getallenlijn geldt 
{\displaystyle \sum _{n=1}^{\infty }1=+\infty \,}
aangezien de rij van de partiële sommen monotoon zonder grens toeneemt.